# IAI Nesher
Israel Aircraft Industries Nesher (Hebrew: נשר, "chim kền kền" – thường bị dịch sai thành "Đại bàng") là một phiên bản do người Israel phát triển của loại tiêm kích đa nhiệm Dassault Mirage 5. Đa số máy bay của Israel sau đó được bán cho không quân Argentina với tên gọi Daggers (dao găm), và sau đó được nâng cấp lên thành Fingers (ngón tay).

## Thiết kế và phát triển

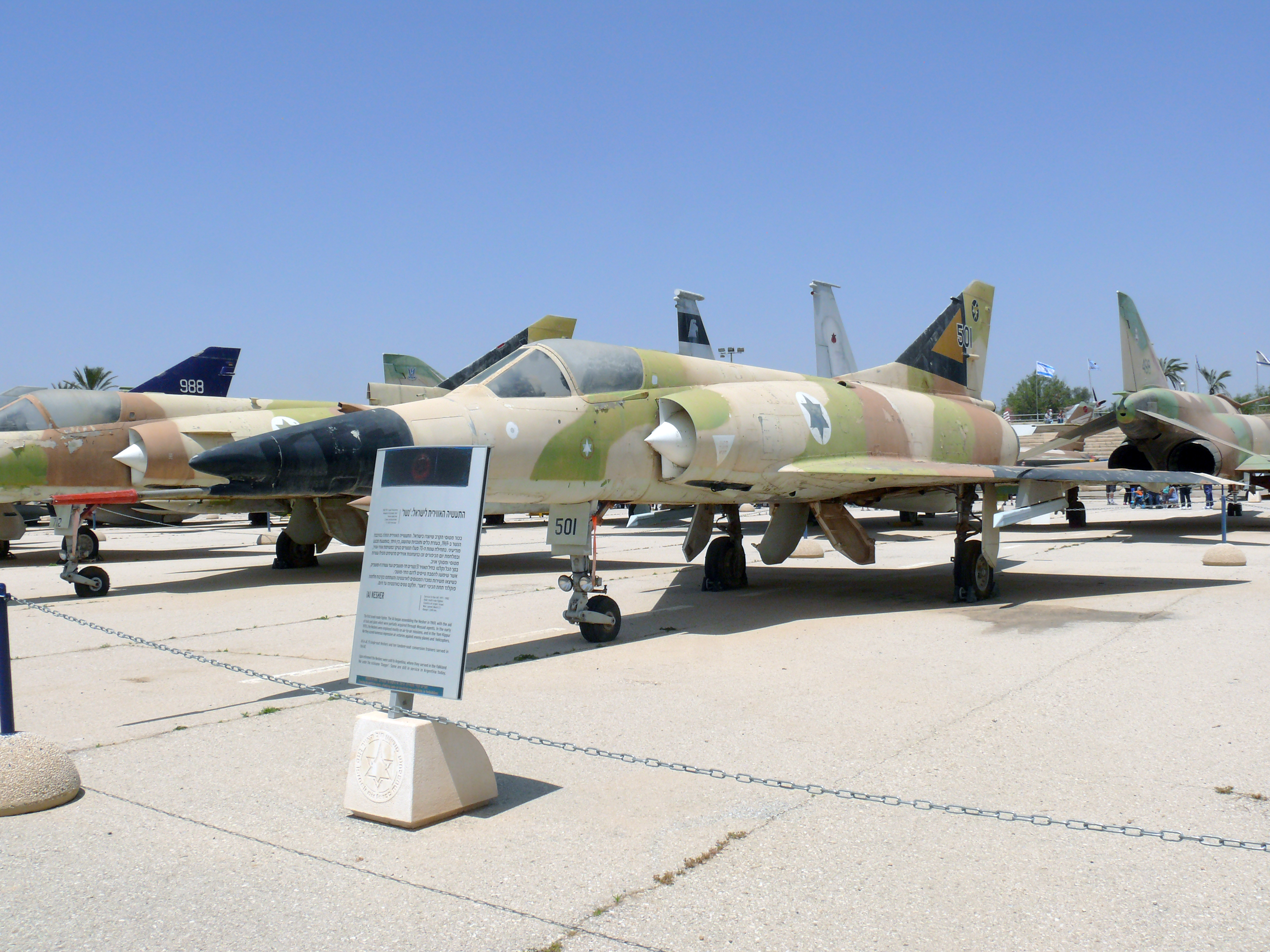
IAI Finger tại bảo tàng 0083-Nesher-1

Dassault Aviation đã phát triển Mirage 5 theo yêu cầu của Israel, cũng khách hàng chính của loại Mirage III. Không quân Israel (IAF) muốn phiên bản tiếp theo không cần khả năng hoạt động trong mọi điều kiện thời tiết nhiều nữa mà thay vào đó là yêu cầu tăng khả năng mang vũ khí, nhiên liệu và tầm hoạt động trong điều kiện thời tiết Trung Đông.
Chính phủ Pháp đã cấm vận vũ khí đối với Israel (vào ngay trước Chiến tranh 6 ngày và sau đó) và ngăn không chuyển 30 chiếc Mirage 5 đầu tiên (Israel đã trả tiền) cộng thêm tùy chọn 20 chiếc nữa cho Israel và cắt hỗ trợ cho phi đội Mirage IIICJ của Israel. Chính thức thì Israel công bố chế tạo máy bay sau khi thiết kế đồ án đã hoàn thành. Nhưng một số nguồn tin cho rằng Israel đã nhận được 50 chiếc Mirage 5 trong các thùng từ Không quân Pháp (AdA), vì AdA lại nhận đưa vào trang bị 50 chiếc vốn ban đầu của Israel.
Nesher giống với Mirage 5, ngoại trừ việc sử dụng thiết bị điện tử của Israel, ghế phóng Martin-Baker và có thể mang tên lửa không đối không tầm xa, bồm cả tên lửa tầm nhiệt Shafrir của Israel. 51 chiếc Nesher (Nesher S) và 10 chiếc Nesher hai chỗ (Nesher T) đã được chế tạo.
Nesher có hệ thống điện tử đơn giản hơn so với Mirage IIIC, do các phi công ít kinh nghiệm hơn của Israel điều khiển. Tuy nhiên, nó có tầm bay xa và tải trọng lớn hơn. Sức cơ động giảm không ngăn nó trở thành một mẫu máy bay không chiến thành công trong Chiến tranh Yom Kippur.
Việc sản xuất Nesher dừng từ năm 1978 để mở đường cho một phiên bản phát triển từ Mirage hiện đại hơn là IAI Kfir, đã được lên kế hoạch song song. Động cơ Atar bị thay thế bằng các động cơ General Electric J79 do Israel chế tạo, động cơ này được sử dụng trên các loại tiêm kích F-104 Starfighter và F-4 Phantom II của Mỹ.

## Lịch sử hoạt động

### Israel

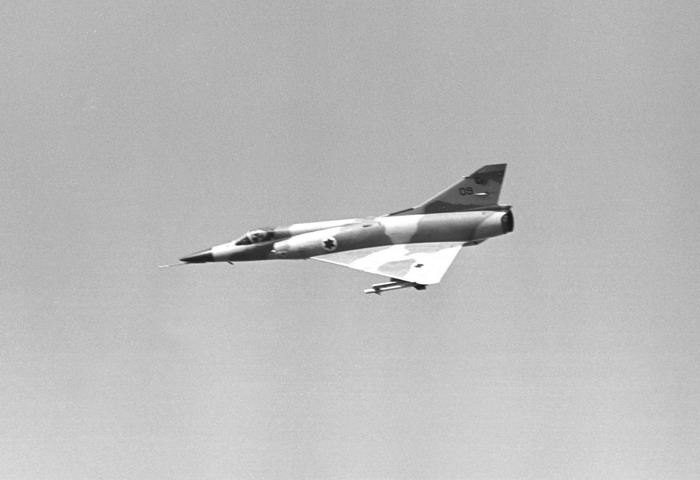
Nesher của Israel bay trên Golan Heights trong Chiến tranh Yom Kippur

Mẫu thử Nesher thực hiện chuyến bay đầu tiên vào tháng 9 năm 1969, sản xuất hàng loạt cho IAF bắt đầu vào tháng 5/1971, kết thúc vào tháng 2/1974. Nó đã tham chiến trong Chiến tranh Yom Kippur 1973 và có thành tích tốt. Người ta ước tính khoảng 15 chiếc Nesher đã bị mất trong chiến đấu hoặc vì các lý do khác.

### Argentina
Những chiếc máy bay Nesher còn lại của Israel được tân trang lại và xuất khẩu cho Không quân Argentina, lô thứ nhất gồm 26 chiếc vào năm 1978 và lô thứ hai gồm 13 chiếc vào năm 1980, những chiếc máy bay này có tên gọi là Dagger, trong đó có 35 chiếc Dagger A loại tiêm kích một chỗ và 4 chiếc Dagger B loại huấn luyện hai chỗ.
Từ số máy bay nhận được của Israel, Argentina đã thành lập đơn vị mới Không đoàn 6, ngay lập tức đơn vị này đã tham gia hỗ trợ cho Không đoàn 8 (Mirage IIIEA) và Không quân Peru (sử dụng Mirage 5) trong cuộc khủng hoảng leo thang với Chile vào những năm 1980.
Trong Chiến tranh Falklands năm 1982, chúng được triển khai tới căn cứ hải quân phía nam Río Grande, Tierra del Fuego, và một sân bay ở Puerto San Julián, dù khoảng cách tới mục tiêu và thiếu khả năng tiếp nhiên liệu trên không, nhưng Dagger đã thực hiện 153 phi vụ tấn công các mục tiêu mặt đất và trên biển trong 45 ngày. Chúng đã làm hư hỏng những tàu chiến của Anh là HMS Antrim (D18), HMS Brilliant (F90), HMS Broadsword (F88), HMS Ardent (F184), HMS Arrow (F173) và HMS Plymouth (F126). 11 chiếc Dagger bị mất trong chiến đấu (9 chiếc bị bắn rơi bởi tên lửa AIM-9L Sidewinder bắn từ những chiếc Sea Harrier còn 2 chiếc bị bắn hạ bởi tên lửa đất đối không).

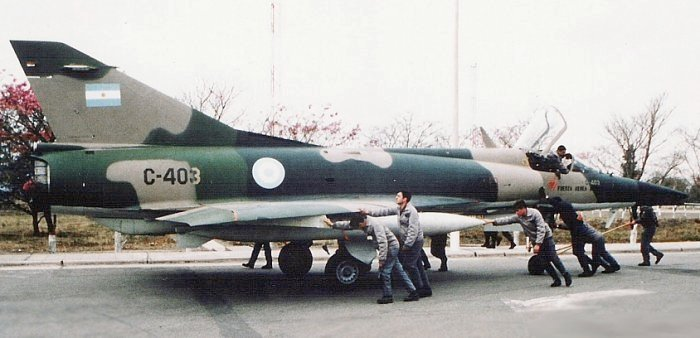
Dagger thuộc Không quân Argentina, sân bay Jujuy, 1981

Trong hợp đồng năm 1979 với IAI, Không quân Argentina quy định rằng những chiếc Dagger sẽ được trang bị hệ thống điện tử và HUD mới để lên chuẩn Kfir C.2 (và hơn nữa trong một số hệ thống con). Chương trình có tên gọi Finger, được tiến hành vào năm 1982 khi chiến tranh Falklands nổ ra. Khi kết thúc chiến tranh, vì một số các hệ thống do hãng Marconi Electronic Systems của Anh chế tạo, chúng cần phải được thay thế nhưng bị Anh cấm vận vũ khí. Việc thay thế của các hệ thống như vậy đã đưa tới phiên bản tiêu chuẩn Finger IIIB, phiên bản này thay thế các thiết bị của Anh bằng các thiết bị do hãng Thomson-CSF của Pháp chế tạo.

## Biến thể
- Nesher S: Phiên bản tiêm kích-cường kích một chỗ cho Không quân Israel.
- Nesher T: Phiên bản huấn luyện 2 chỗ cho Không quân Israel.
- Dagger A: Phiên bản tiêm kích một chỗ tân trang lại cho Không quân Argentina.
- Dagger B: Phiên bản huấn luyện 2 chỗ tân trang lại cho Không quân Argentina.
- Finger I:
- Finger II:
- Finger III:

## Quốc gia sử dụng
Argentina
- Không quân Argentina

### Quốc gia từng sử dụng
Israel
- Không quân Israel

## Tính năng kỹ chiến thuật ()

### Đặc điểm riêng
- Tổ lái: 1
- Chiều dài: 15,65 m
- Sải cánh: 8,22 m
- Chiều cao: 4,25m
- Diện tích cánh: 34,8 m2
- Trọng lượng rỗng: 6.600 kg
- Trọng lượng có tải: 10.800 kg
- Trọng lượng cất cánh tối đa: 13.500 kg

### Hiệu suất bay
- Vận tốc cực đại: mach 2,1 (trên độ cao 39.370 ft)
- Tầm bay: 1.300 km
- Trần bay: 17.680 (55.775 ft)
- Vận tốc lên cao: 16.400 ft/phút

### Vũ khí
- Mang được 4200 kg vũ khí.

### Máy bay có cùng sự phát triển
- Dassault Mirage 5
- IAI Kfir

## Sách đọc thêm
- War of Attrition, 1969-1970 Lưu trữ ngày 7 tháng 7 năm 2010 tại Wayback Machine, ACIG, retrieved ngày 13 tháng 10 năm 2006
- Dassault Mirage 5/Nesher in Service with the IDF/AF Lưu trữ ngày 29 tháng 7 năm 2014 tại Wayback Machine, ACIG, retrieved ngày 13 tháng 10 năm 2006
- "The Designer of the B-1 Bomber's Airframe", Wing Magazine, Vol. 30/No 4, August 2000, p. 48
- Swiss Federal Court, case of Alfred Frauenknecht, appeal verdict, ngày 3 tháng 11 năm 1970.
- Breffort, Dominique (2004). The Mirage III, 5, 50 and derivatives from 1955 to 2000. Planes and Pilots 6. Jouineau, Andre. Histoire et Collections, Paris. ISBN 2-913903-92-4.
- Pérez San Emeterio, Carlos (1978). Mirage. Espejismo de la técnica y de la política. Armas 30 (bằng tiếng Tây Ban Nha). Editorial San Martin, Madrid. ISBN 8471401584.